# 琼棕
琼棕（学名：Chuniophoenix hainanensis）为棕榈科琼棕属下的一个种，目前保护状态为濒危。其种加词“hainanensis”意为“海南的”。